# Operación al-Anfal
La operación al-Anfal (en árabe: حملة الأنفال tr.), también conocida como el genocidio kurdo, la campaña al-Anfal o simplemente Anfal, fue una campaña contra los kurdos (y otras poblaciones no árabes) en el norte de Irak, liderado por el régimen baasista de Saddam Hussein y dirigido por Ali Hassan al-Mayid en las etapas finales de la guerra entre Irán e Irak (1980-1988). La campaña toma su nombre de la sura al-Anfal en el Corán (libro sagrado del islam), que fue el nombre clave usado por el régimen baazista para una serie de ataques sistemáticos contra el pueblo kurdo del norte de Irak, llevados a cabo entre 1986 y 1989. La campaña se dirigió también contra otras comunidades minoritarias del país incluyendo asirios, shabaks, yazidis, judíos, mandeos y turcomanos y las aldeas de esos grupos étnicos fueron destruidas. Se estima que entre 50 000 y 182 000 personas fueron asesinadas.
Suecia, Noruega y el Reino Unido reconocen oficialmente la campaña al-Anfal como genocidio. El 5 de diciembre de 2012, el parlamento sueco Riksdag aprobó una resolución por parte del Partido Verde para reconocer oficialmente como genocidio Anfal. La resolución fue aprobada por todos los 349 miembros del parlamento. El 28 de febrero de 2013 la Cámara de los Comunes del Parlamento británico reconoció formalmente el genocidio Anfal como consecuencia de una campaña liderada por el parlamentario conservador Nadhim Zahawi.

## Nombre
Al-Anfal es la octava sura o capítulo del Corán, que narra el triunfo de 319 seguidores de la nueva fe musulmana liderados por el profeta Mahoma contra casi 900 paganos en la batalla de Badr en el año 624 d. C. Al-Anfal significa literalmente el botín (de la guerra) y se utilizó para describir la campaña militar de exterminio y saqueo al mando de Ali Hassan al-Mayid. Sus órdenes decían que para las unidades jash (literalmente "burro o potro" en idioma kurdo) el robo de ganado vacuno, ovino o caprino, dinero, armas e incluso el secuestro de mujeres kurdas era legal.

## Resumen
La campaña de Anfal comenzó en 1986 y duró hasta 1989, y fue encabezada por Ali Hassan al-Mayid (primo del entonces líder iraquí Saddam Hussein, originario de la ciudad natal de éste, Tikrit). La campaña Anfal incluyó el uso de ofensivas, bombardeos aéreos, destrucción sistemática de ciudades, deportaciones en masa, pelotones de fusilamiento y la guerra química, que le valió a al-Majid el apodo de “Alí el Químico”.
Miles de civiles fueron asesinados durante las campañas antiinsurgentes que se extendieron desde la primavera de 1987 hasta el otoño de 1988. Los ataques fueron parte de una campaña de larga duración que destruyó aproximadamente 4,500 aldeas kurdas en zonas del norte de Irak y se estima que desplazaron por lo menos a un millón de habitantes de 3,5 millones de kurdos. Amnistía Internacional recogió los nombres de más de 17,000 personas que habían "desaparecido" durante 1988. La campaña se caracteriza como genocida por naturaleza. También se caracteriza como generocida, porque los hombres en "edad de combatir" fueron los objetivos principales, según Human Rights Watch/Medio Oriente. Según los fiscales iraquíes cerca de 182,000 personas fueron asesinadas.

## La operación
En marzo de 1987 Ali Hassan al-Mayid fue nombrado secretario general del Partido Baaz en la Región Norte, que incluía el Kurdistán iraquí. En al-Mayid el control de las políticas contra los insurgentes kurdos pasó del ejército iraquí al Partido Baaz en sí. Sería conocido como al-Anfal ("el botín"), en referencia a la octava sura del Corán. Al-Anfal, oficialmente realizada entre el 23 de febrero y el 6 de septiembre de 1988, tendría ocho etapas en total, siete de ellas dirigidas a las zonas controladas por la Unión Patriótica del Kurdistán (UPK). Las zonas controladas por el Partido Democrático de Kurdistán (PDK) en el noroeste del Kurdistán iraquí, que el régimen consideraba como una amenaza menor, fueron el destino de la etapa final de la Operación al-Anfal a finales de agosto y principios de septiembre de 1988. Para estas agresiones los iraquíes reunieron hasta 200,000 soldados con apoyo aéreo contra fuerzas guerrilleras kurdas que no eran más de unos pocos miles.

### Operaciones militares y ataques químicos
El 16 de marzo de 1988 se produjo un genocida ataque de gas venenoso en la ciudad de Halabja, en el que de 4,000 a 5,000 kurdos fueron asesinados, la mayoría de ellos eran mujeres y niños.

### Campos de concentración y exterminio
Al ser tomadas las poblaciones kurdas fueron trasladados a centros de detención (especialmente Topzawa cerca de la ciudad de Kirkuk) varones adultos y adolescentes considerados como posibles insurgentes para separarlos de los civiles. De acuerdo con Human Rights Watch/Medio Oriente:

Con variantes de menor importancia... el patrón estándar para la clasificación de los recién llegados [en Topzawa] fue el siguiente. Hombres y mujeres fueron separados en el lugar tan pronto como los camiones que los habían llevado se detuvieron en el gran patio central de la base. El proceso fue brutal... Más tarde, los hombres fueron divididos por edad, los niños pequeños se mantuvieron con sus madres, y los ancianos y enfermos fueron enviados a cuartos separados. Hombres y adolescentes que se consideraban en edad de usar un arma fueron conducidos juntos. En términos generales, esto significaba varones de entre 15 y 50 años, pero no había el registro riguroso de los documentos de identidad de ellos y la edad cronológica estricta parece haber sido un criterio de tamaño y apariencia. A los menores de 16 años de edad les permitían permanecer con sus parientes femeninos. 

Cuando era tiempo para procesar a los varones más jóvenes. Se dividieron en grupos más pequeños... Una vez debidamente registrados, los prisioneros fueron empujados en grandes salas o recintos, cada uno lleno de residentes de un área única. Aunque las condiciones eran terribles en Topzawa para todo el mundo, la mayor zona superpoblada parece haber sido aquella a la que los detenidos eran llevados. Para los hombres las palizas eran habituales.
Iraq's Crime of Genocide, pp. 143-45. ISBN 0-300-06427-6)

Después de unos días en esos campos los hombres acusados de ser insurgentes fueron transportados en camiones, afuera de estos centros de detención para ser asesinados en ejecuciones masivas. En su libro Iraq's Crime of Genocide (Crimen de Genocidio de Irak), Human Rights Watch/Medio Oriente (HRW/MO) escribe: "En el Kurdistán iraquí, a pesar de que las mujeres y los niños desaparecieron en ciertas áreas claramente definidas, los varones adultos que fueron capturados desaparecieron en masa... Es evidente que un objetivo principal de Anfal era exterminar a todos los hombres adultos en edad de servicio militar en la zona rural del Kurdistán iraquí capturados". (Pp. 96, 170). Solo unos pocos sobrevivieron a los pelotones de ejecución. Incluso en medio de esta mayor masacre sistemática de  hombres adultos y niños, sin embargo, "también murieron cientos de mujeres y niños de corta edad", aunque "las causas de sus muertes eran diferentes -gaseamiento, inanición, hipotermia y negligencia voluntaria- en lugar de balas disparadas por un Kalashnikov". (Crimen de Genocidio de Irak, p. 191.) Sin embargo, el 1 de septiembre de 2004 las fuerzas de Estados Unidos en Irak descubrieron cientos de restos de cuerpos de mujeres y niños kurdos en un lugar cerca de al-Hatra, que se cree que fueron ejecutados a principios de 1988 o a finales de 1987.
El foco de la campaña iraquí de masacres varió de una etapa a otra de al-Anfal. La selección más exclusiva de la población masculina se produjo durante la etapa final de al-Anfal (del 25 de agosto al 6 de septiembre de 1988). Esto se puso en marcha inmediatamente después de la firma de un cese de fuego con Irán, lo que permitió el traslado de grandes cantidades de hombres y pertrechos de los frentes de batalla del sur hacia el Kurdistán. El final de al-Anfal se concentró en "los valles estrechos de Badinan, una región de 4,000 millas cuadradas de los montes Zagros, limitado al este por el Gran Zab y al norte con Turquía." En este caso, únicamente en las campañas Anfal, las listas de los "desaparecidos" proporcionadas a HRW/MO por los sobrevivientes "invariablemente incluyeron sólo hombres adultos y adolescentes, con la única excepción de asirios y kurdos yazidíes", que eran objetivos secundarios de la masacre. Muchos de los hombres de Badinan ni siquiera estaban en la medida de ser detenidos, siendo simplemente "alineados y asesinados en sus lugares de captura, ejecutados sumariamente por pelotones de fusilamiento bajo la autoridad de un oficial militar local." (Crimen de Genocidio de Irak, páginas 178, 190, 192,. Sobre el destino de los cristianos y kurdos yazidíes, véanse las páginas 209-213)
El 20 de junio de 1987 la directiva SF/4008 fue emitida con la firma de al-Majid. De mayor importancia es la cláusula 5. En referencia a las áreas designadas como “zonas prohibidas”, ordenó al-Mayid que "todas las personas capturadas en esas aldeas quedarán detenidas e interrogadas por los servicios de seguridad y aquellos entre las edades de 15 y 70 serán ejecutados después de toda la información útil que se haya obtenido de ellos, de los cuales deben ser debidamente notificados." Sin embargo, parece claro a partir de la aplicación de esta política que se refería solo a los varones "entre las edades de 15 y 70 años." HRW/MO toma como dada esta política, escribiendo que la cláusula 5 de la "orden [era] para matar a todos los varones adultos", y después: "Bajo los términos de las directivas al-Mayid de junio de 1987, la muerte era el castigo automático para cualquier hombre en edad de portar armas que se encontraba en un área Anfal". (Crimen de Genocidio de Irak, páginas 11, 14) Una directiva posterior del 6 de septiembre del mismo año apoya esta conclusión: se llama a "la deportación de familias... a las zonas donde hay parientes saboteadores..., excepto para los hombres [miembros de esas familias], entre las edades de 12 y 50 años inclusive, que debe ser detenidos". (Citado en Crimen de Genocidio de Irak, p. 298.)

### Arabización
La "arabización", otro elemento importante de al-Anfal, fue una táctica utilizada por el régimen de Hussein para obligar a poblaciones pro-insurgentes a abandonar sus hogares en pueblos y ciudades como Kirkuk, que están en las valiosas áreas de yacimientos de petróleo, y reubicarlos en partes del sur de Irak. La campaña usó la redistribución de la población, sobre todo en Kirkuk, cuyos resultados ahora acosan las negociaciones entre la chií iraquí Alianza Unida Iraquí y la kurda Alianza del Kurdistán. El régimen baasista de Hussein construyó varias instalaciones de viviendas públicas en Kirkuk como parte de su "arabización", atrayendo a pobres árabes de las regiones del sur de Irak a Kirkuk con el señuelo de la vivienda de bajo costo.
Los kurdos de Irak ahora están resentidos profundamente por los árabes que aún residen en casas de la era del Baaz en Kirkuk y los ven como un obstáculo al reconocimiento de Kirkuk como una ciudad kurda (y sede regional) en una cada vez más soberana región autónoma kurda.

## Consecuencias

### Estadísticas
Según HRW durante la campaña al-Anfal el gobierno iraquí:
- Masacró de 50,000 civiles no combatientes que incluyeron a mujeres y niños;[15]
- Destruyó cerca de 4,000 aldeas (de 4,655) en el Kurdistán iraquí. Entre abril de 1987 y agosto de 1988 250 ciudades y aldeas fueron expuestas a las armas químicas;[16]
- Destruyó 1,754 escuelas, 270 hospitales, 2,450 mezquitas, 27 iglesias;[17]
- Acabó con cerca del 90% de las aldeas kurdas en las zonas seleccionadas.[18]

### Violación de derechos humanos
Las campañas de 1987-89 se caracterizaron por las siguientes violaciones a los derechos humanos:
a) las ejecuciones masivas sumarias y desapariciones en masa de decenas de miles de no combatientes, entre ellos un gran número de mujeres y niños, y a veces toda la población de las aldeas;
b) el uso generalizado de armas químicas, incluyendo gas mostaza y el agente nervioso GB, o sarín, contra la ciudad de Halabja, así como docenas de aldeas kurdas, matando a miles de personas, principalmente mujeres y niños;
c) la destrucción total de unas 2,000 aldeas, que se describen en los documentos del gobierno como "quemada", "destruida", "derribada" y "purificada", así como por lo menos una docena de grandes ciudades y centros administrativos (nahyas y qadhas) Desde 1975, unas 4,000 aldeas kurdas han sido destruidas por el anterior régimen iraquí.
d) Human Rights Watch/Medio Oriente estima que entre 50,000 y 100,000 personas perdieron la vida. Algunas fuentes kurdas estiman que el número más alto de asesinados es de 182,000 kurdos.
e) los ingenieros del Ejército destruyeron la gran ciudad kurda de Qala Dizeh (cuya población era de 70,000) y sus alrededores declarándola una “zona prohibida”, eliminando el último centro importante de población cercano a la frontera con Irán.

### Genocidio
El artículo 2 de la Convención de las Naciones Unidas sobre la Prevención y la Sanción del Delito de Genocidio, de 1949, define el genocidio como "actos perpetrados con la intención de destruir, total o parcialmente, a un grupo nacional, étnico, racial o religioso". En diciembre de 2005, un tribunal de La Haya, Holanda, dictaminó que la matanza de miles de kurdos en Irak en la década de 1980 fue en realidad un acto de genocidio. El tribunal holandés dijo que se considera "legal y convincentemente probado que la población kurda cumple con el requisito establecido de ser grupo étnico en los convenios de genocidio. El tribunal no tiene otra conclusión que estos ataques fueron perpetrados con la intención de destruir a la población kurda de Irak."

### Actitud de Estados Unidos
El escritor Joost R. Hiltermann ha dicho que el gobierno de Estados Unidos el Departamento de Estado de ese fueron particularmente importantes para ayudar a su entonces aliado del gobierno de Saddam Hussein para evitar cualquier censura seria para la campaña y en particular el ataque contra rebeldes y civiles en la ciudad de Halabja. Hiltermann escribe: "La tergiversación deliberada de Estados Unidos sobre Halabja fue el lógico, aunque probablemente no deseado, resultado de un resultado de seis años de inclinación hacia Iraq, visto como un baluarte contra la amenaza del islam politizado planteado por Irán".

## Juicios

### Juicio de Saddam Hussein
En una entrevista emitida en la televisión iraquí el 6 de septiembre de 2005, el presidente iraquí Yalal Talabani dijo que los jueces habían extraído directamente confesiones de Saddam Hussein de que había ordenado asesinatos en masa y otros "crímenes" durante su régimen y que él merecía morir. Dos días después el abogado de Saddam negó que él había confesado.

### Juicio al-Anfal
En junio de 2006 el Tribunal Especial Iraquí anunció que Saddam Hussein y otros seis acusados se enfrentarían a juicio el 21 de agosto de 2006, en relación con la Campaña al-Anfal. En diciembre del mismo año Saddam fue llevado a juicio por el genocidio en la Operación al-Anfal. El juicio por la Campaña Anfal todavía estaba en curso el 30 de diciembre de 2006, cuando Saddam Hussein fue ejecutado por su papel relacionado con la masacre de Dujail.
El juicio al-Anfal entró en receso el 21 de diciembre de 2006, y cuando se reanudó el 8 de enero de 2007, los cargos restantes contra Hussein fueron retirados. Seis acusados continuaron siendo juzgados por su papel en la campaña al-Anfal. El 23 de junio de 2007, Ali Hassan al-Mayid y otros dos acusados Sultan Hashem Ahmed y Hussein Rashid Mohammed fueron condenados a morir en la horca por genocidio y otros cargos relacionados. Otros dos acusados (Farhan Jubouri y Abdel Saber Aziz al-Douri) fueron condenados a cadena perpetua, y uno (Taher Tawfiq al-Ani) fue absuelto de la demanda de acusación.
Al-Mayid fue acusado de crímenes de guerra, crímenes de lesa humanidad y genocidio. Fue declarado culpable en junio de 2007 y fue condenado a muerte. Su apelación de la sentencia de muerte fue rechazada el 4 de septiembre de 2007, fue condenado a muerte por cuarta vez el 17 de enero de 2010 y fue ahorcado ocho días más tarde.